# Maternidade (série de televisão)
Maternidade é um drama médico português exibido ao final da tarde na RTP1. A primeira temporada começou a 30 de janeiro de 2011 e acabou a 24 de abril de 2011, transmitindo no total 13 episódios. A segunda temporada começou a 19 de agosto de 2012 e acabou a 23 de fevereiro de 2013, transmitindo um total de 26 episódios. 

## Sinopse

### 1ª Temporada (2011)
Madalena Pires (Lúcia Moniz), uma obstetra brilhante, vê-se obrigada a trocar um dos mais conceituados hospitais públicos do país, onde trabalhava, por uma maternidade privada à beira do encerramento compulsivo... Madalena Valente tem a difícil tarefa de chefiar uma equipa de profissionais desmotivados... que se deparam com dramas associados à gravidez e à experiência da maternidade.

### 2ª Temporada (2012 - 2013)
Na segunda temporada, Madalena Pires (Lúcia Moniz) aceitou um convite que lhe foi endereçado para dirigir a Maternidade Porto Seguro, uma instituição privada de grande prestígio que oferece serviços nas áreas de obstetrícia, neonatologia, pediatria e cirurgia pediátrica. Há três meses, quando recebeu o convite para assumir o cardo de diretora clínica nesta unidade, Madalena não hesitou em abraçar este novo desafio na sua carreira, aliciada pela possibilidade de trabalhar numa das melhores unidades de obstetrícia e ginecologia do país. Luís Botelho (José Fidalgo), que continua a namorar com Madalena, está numa missão humanitária no Haiti, mas planeiam casar quando ele regressar. Um acontecimento trágico, porém, irá mudar tudo: o helicóptero onde Luís seguia sofre um acidente que vitimiza todos os tripulantes. Madalena terá agora de lidar com o falecimento do namorado, refugiando-se inicialmente no trabalho de forma a apagar a mágoa e o vazio deixados pela morte de Luís. Quando Madalena aceitou este novo desafio, prometeram-lhe todos os meios e condições necessários para manter o elevado nível de qualidade que é a imagem de marca desta maternidade. Contudo, passados apenas poucos meses no cargo, a administração pede a Madalena que corte nas despesas e otimize os lucros, mesmo que para tal tenha de dispensar pessoal médico. Esta inversão na estratégia da administração deve-se ao interesse que um grupo de investidores manifestou na compra da unidade, mas para a venda se concretizar a instituição tem de tornar-se um "produto" economicamente mais atrativo. Na maternidade, Madalena encontra um staff médico competente e motivado, mas com personalidades muito diversas. Inicialmente, a sua chegada é recebida com agrado pela maioria dos colegas, mas quando as intenções da administração em vender o hospital se tornam do conhecimento geral a posição de Madalena fica fragilizada. O receio de cortes e despedimentos torna o ambiente pesado. Madalena levou consigo alguns dos antigos colegas do Hospital do Tejo para trabalharem na Maternidade Porto Seguro. A sua amiga de confiança, Rosa Capucho (Patrícia Bull) foi uma escolha óbvia. Rosa redescobriu o prazer em ser médica obstetra, sentindo-se cada vez mais confortável na sala de partos. No entanto, cada novo nascimento lembra-lhe da sua própria dificuldade em engravidar. Ela tem feito tratamentos de fertilidade e juntamente com o seu marido têm tentado sem sucesso ter um filho. A pressão sentida pelo marido irá provocar uma crise no casamento e obrigar Rosa a redefinir as suas prioridades. Bruno Ferreira (Martinho da Silva) também acompanhou Madalena e é agora o responsável pelo serviço de neonatologia na Maternidade Porto Seguro. O seu jeito com os recém-nascidos continua inigualável, assim como a sua incapacidade para assumir uma relação séria. Laura Brito (Isabel Figueira), com quem namora, acusa-o constantemente de continuar irresponsável e de não conseguir assumir a relação. Contudo, Laura Brito duvida que Bruno alguma vez consiga ser o homem equilibrado e adulto que ela quer e nem sempre consegue ser tolerante com o comportamento dele. 

## Elenco
- Lúcia Moniz - Madalena Pires
- José Fidalgo - Luís Botelho
- Patrícia Bull - Rosa Capucho
- Martinho da Silva - Bruno Ferreira
- Joaquim Horta - Rodolfo Matias
- Isabel Figueira - Laura Brito
- Alexandre de Sousa - António Botelho
- Custódia Gallego - Joana Freitas
- Alda Gomes - Sónia Mestre
- José Mata - Gustavo Pereira
- Fernando Pires - Pedro Frois
- Cláudia Semedo - Teresa Semedo
- Adriane Garcia - Solange Fari
- Miguel Costa - Raul Valadares
- Margarida Carpinteiro - Albertina
- Pedro Diogo - André Moreira
- Cleia Almeida - Sandra Queiroz
- Luís Lucas - Carlos Saldanha
- Miguel Damião - Júlio Ramalho
- Rita Blanco - Patrícia Felgueiras
- João Reis - Rodrigo Faria
- Sara Mestre - Alice Faria
- Ricardo Carriço - José Vilas-Boas